# Хусар, Эрика
Эрика Хусар (венг. Erika Huszár; род. 22 ноября 1983, в Ясберене, Венгрия) — венгерская шорт-трекистка. Приняла участие в Олимпийских играх 2006, Олимпийских играх 2010 годов. Чемпионка Европы 2006 года в эстафете.

## Спортивная карьера
Эрика Хусар дебютировала на юниорском чемпионате мира в Сент-Луисе, где заняла 13-е место в беге на 1500 м, 19-е на 1000 м и 15-е на 500 м. В 2004 году она впервые участвовала на командном чемпионате мира в Санкт-Петербурге и помогла команде занять 4-е место. В 2005 году заняла 16-е место в общем зачёте на чемпионате мира в Пекине, и стала чемпионкой Венгрии в абсолютном зачёте.
На Олимпийских играх 2006 года, она смогла дойти до финала А на дистанции 1500 метров и заняла 4 место. На остальных дистанциях дошла до четвертьфинала. В том же году на чемпионате Европы в Крынице-Здруй вместе с командой взяла бронзу в эстафете. Через два года в латвийском Вентспилсе на очередном Европейском чемпионате Хусар выиграла серебро на дистанции 500 метров, проиграв всего четыре тысячные секунды нидерландке Анните Ван Дорн.
Но уже в 2009 году на чемпионате Европы в Турине она выиграла бронзу на 500 метров и с командой золото в эстафете, что стало её лучшим достижением за карьеру. Эрика стала в 2010 году 5-кратной чемпионкой страны и побила национальный рекорд в беге на 1500 м, а на чемпионате Европы в Дрездене завоевала серебряную медаль на дистанции 500 м.
На зимних Олимпийских играх в Ванкувере в феврале 2010 года она заняла 6-е место на дистанции 1500 м, 19-е на 500 м и 29-е на 1000 м, а лучшее место было 5-е в эстафете. В марте Хусар участвовала на командном чемпионате мира в Бормио и с командой заняла 5-е место. На индивидуальном чемпионате мира в Софии заняла 28-е место в общем зачёте.
В 2011 году на чемпионате Европы в Херенвене выиграла бронзу в беге на 1500 м и серебро в эстафете, следом на зимней Универсиаде в Эрзуруме выиграла бронзу в эстафете. В феврале на Кубке мира в Дрездене заняла 5-е место в беге на 500 м, а летом она стала главным тренером канадского клуба и в течение года проходила курс обучения у Калины Роберж. В июне 2012 года она завершила карьеру спортсменки и продолжила работу в Канаде.

## Личная жизнь
Эрика училась с 2004 по 2009 года в Университете Земмельвайса в Будапеште, сейчас она замужем, имеет двух детей, живёт в Канаде, в Квебеке с июля 2011 года. В 2019 году Хусар вошла в новый профессиональный штат конькобежцев по шорт-треку в «МТК Будапешт» в качестве тренера.